# 16497 Toinevermeylen
16497 Toinevermeylen è un asteroide della fascia principale interna. Scoperto nel 1990, presenta un'orbita caratterizzata da un semiasse maggiore pari a 2,206341 UA e da un'eccentricità di 0,209111, inclinata di 6,414353° rispetto all'eclittica. Ha un periodo di rotazione di 2,761 ore.
Fa parte della famiglia di asteroidi Flora.